# Локінг (танець)

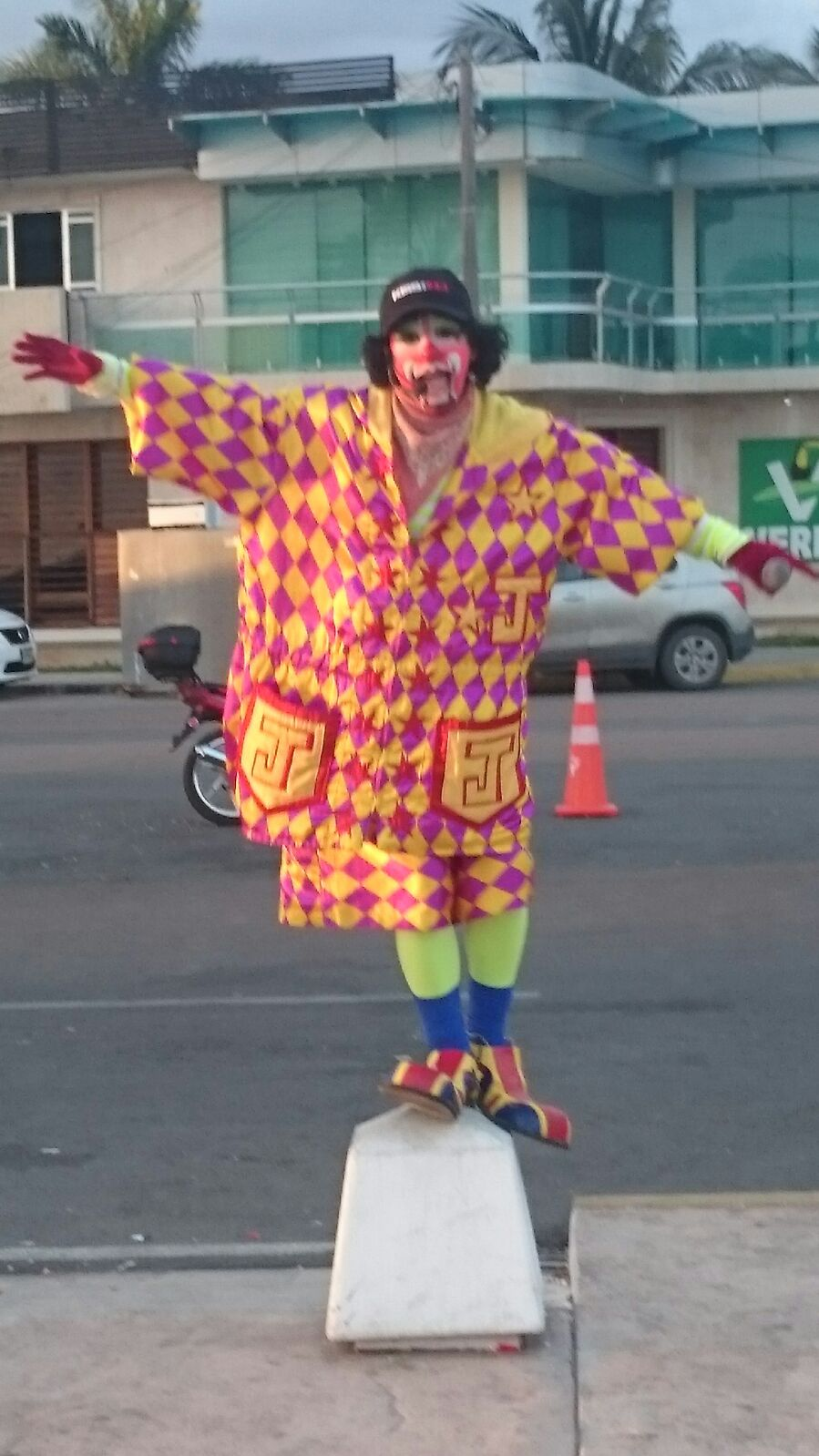

Лóкінг, або кемпбелло́кінг (англ. Campbellocking) — фанковий стиль і вуличний танець, один з напрямків, що відокремився від хіп-хопу. В основі його техніки руху великої амплітуди, розвороти, стрибки, кидання рук і ніг. Локінг виконується на високій швидкості і з сильною віддачею; форма танцювального мистецтва, створена Доном Кемпбелом в нічних клубах Лос-Анджелеса на початку 70-х років XX століття. 
Локер — танцюрист локінга. У локерів яскравий, особливий стиль одягу: берети, штани на підтяжках, білі рукавички, шкарпетки в смужку. Країни, де є локери світового рівня: США, Канада, Бразилія, Франція, Італія, Іспанія, Велика Британія, Швеція, Німеччина, Данія, Швейцарія, країни Бенілюксу, Японія, Корея, Тайвань, Філіппіни. У багатьох країнах локінг знаходиться на етапі становлення. Це Кіпр, країни СНД, деякі країни Африки.

## Історія створення
Одним з головних основоположників вважається Don Campbell, який дав поштовх ще на початку 1970-х років в південній частині Лос-Анджелеса. 
Основна фішка Дона була в короткочасних зупинках під час танцю (на той час такого не було прийнято). За рахунок цих фіксацій (locks) Дон дивував людей. Сем Вільямс, один з кращих танцюристів Торгового Технікуму, одного разу назвав його Campbellock через ці зупинок. Деякі вважають, що Дон зупинявся під час танцю, забуваючи руху, але це не так. Надалі, Дон поширював даний стиль по всьому місту. Так народилася нова андеграундна субкультура - танець локінг, правда спочатку він називався Campbellocking. А вже в 1971 році в Лос-Анжелесі утворилося кілька локерських груп, серед них: «The Which a Way Dancers», «GoGo & YoYo Brothers», «The Toota Woota Sisters», «Captain Crunch and the Funky Bunch». До кінця 70-х - початку 80-х років локінг перетнув кордони Америки і почав поширюватися по всьому світу.

## Основні рухи
Локінг включає імпровізаційні позиції — «замки» (locks) та ґрунтується на швидких і чітких рухах руками і кистями рук в поєднанні з більш м'якими рухами стегон і ніг. Рухи завжди амплітудні, ритмічні і чіткі. Характеризується різкістю та затримкою виконання, тому володіє розірваним ритмом, у який дуже гармонійно вписується чергування рухів і «зависання». Локінг орієнтований на постійну взаємодію з глядачами, містить елементи клоунади. Застосовується 8 базових рухів та техніки Дона: 
- up (muscle man),

- lock, point (Uncle Sam Point),

- keeping time (pace),

- look back,

- wrist twirl (wrist roll/roll/twirl),

- clap,

- give yourself five (five).

Звичайно, на цьому список базових рухів не обмежується. За роки розвитку локінга їх створено пару десятків. Але саме ці є основними.

## Одяг
Віддають перевагу яскравим береткам, штанам і штанам з кумедними підтяжками, смугастим гетрам та білим рукавичкам. Для відвідування занять комфортніше одягати яскравий, об’ємний одяг.

## Найвідоміші представники локінгу
Don Campbell, Greg Pope a.k.a. «Campbellock Junior», Tony Basil, Bill Williams a.k.a. «Slim the Robot», Fluky Luke, Tony «Go Go» , Shabba-Doo, Scoo B Doo, Hilty & Bosch, Khan, Mr. Penguim, Loose Caboose, Flomaster, Richi Rich, Anthony Thomas, Chain Reaction, Scramblelock, Pat Cezar, Вова Гудим.